# Station Bulken
Station Bulken is een station in Bulken in de gemeente Voss in Noorwegen. Het stationsgebouw  dateert uit 1883. Sinds 1980 is het station onbemand. In Bulken stoppen alleen stoptreinen die rijden tussen Bergen en Myrdal.